# Plagiochila lunata
Plagiochila lunata là một loài rêu trong họ Plagiochilaceae. Loài này được S.W. Arnell mô tả khoa học đầu tiên năm 1962.
Danh pháp khoa học của loài này chưa được làm sáng tỏ. 